# 1432
Rok 1432 (MCDXXXII) gregoriánského kalendáře začal v neděli 1. ledna a skončil v pondělí 31. prosince. Dle židovského kalendáře nastal přelom roků 5192 a 5193, dle islámského kalendáře 853 a 854.

## Události
- 21.–27. července – ničivá povodeň na Vltavě v Praze, která pobořila Karlův most. Pod vodou bylo Staroměstské náměstí, kde se jezdilo ve člunech. S velkou pravděpodobností se jednalo o největší povodeň na dolní Vltavě za celé druhé tisíciletí.[1]
- Portugalci kolonizují Azory

### Probíhající události
- 1405–1433 – Plavby Čeng Chea
- 1419–1434 – Husitské války
- 1431–1445 – Basilejsko-ferrarsko-florentský koncil

## Narození
- 15. ledna – Alfons V., portugalský král († 1481)
- 1. března – Isabela de Coimbra, portugalská královna († 2. prosince 1455)
- 30. března – Mehmed II., turecký sultán († 1481)
- 12. dubna – Anna Habsburská, lucemburská vévodkyně a durynská lankraběnka († 14. listopadu 1462)
- ? – Inocenc VIII., papež († 1492)

## Úmrtí
- 2. února – Alžběta Visconti, bavorská vévodkyně (* 1374)
- ? – Janus Kyperský, kyperský král (* 1375)
- ? – Anna Brunšvická, vévodkyně rakouská a tyrolská (* 1390)
- ? – Ceng Čchi, básník a úředník čínské říše Ming (* 1372)

## Hlavy států
- České království – bezvládí
- Svatá říše římská – Zikmund Lucemburský
- Papež – Evžen IV.
- Anglické království – Jindřich VI.
- Francouzské království – Karel VII.
- Polské království – Vladislav II. Jagello
- Uherské království – Zikmund Lucemburský
- Byzantská říše – Jan VIII. Palaiologos